# Wetenschappelijke methode

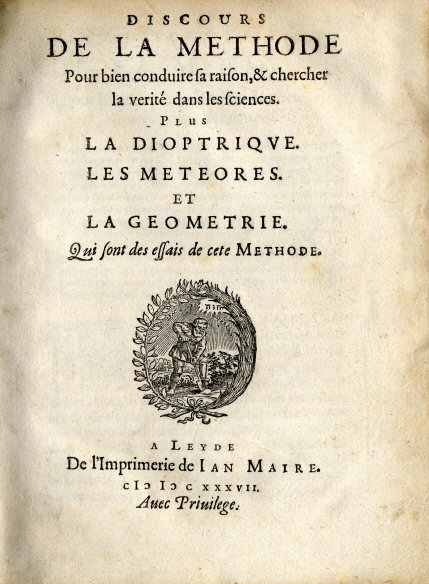
Voorblad van René Descartes Discours de la Méthode uit 1637

De wetenschappelijke methode is, in de verschillende vakgebieden van de wetenschap, een systematische manier om kennis te vergaren. De gevolgde methodes variëren tussen de formele, empirische en sociale wetenschappen. Binnen de verschillende vakgebieden evolueren, soms na lange discussies, de inzichten en gevolgde methoden. Nauwkeurigheid (accuratesse) en logisch redeneren zijn binnen alle wetenschappen een vereiste.

## Algemeen
De wetenschappelijke methode werd het eerst toegepast in natuurwetenschappen als de natuurkunde en de scheikunde, omdat daar veel gemeten en geëxperimenteerd kan worden aan concrete natuurverschijnselen. In de natuurwetenschap wordt, veelal vanuit de waarneming en via logisch redeneren, getracht een innerlijk consistente theorie, dat wil zeggen zonder innerlijke tegenstrijdigheden, op te zetten. In geesteswetenschappen als de filosofie, literatuurwetenschap, geschiedschrijving en de cultuurwetenschappen worden geen vanuit de waarneming gevormde, algemeen geldige theorieën geformuleerd, al zijn er wel enkele pogingen gedaan in de richting van  een grand theory. Sociale wetenschappen als de psychologie, sociologie en economie nemen in dit opzicht een tussenpositie in.
De wiskunde heeft een bijzondere positie binnen de wetenschap: wiskunde is geen empirische wetenschap, maar gaat geheel uit van logica en bewijzen. Wat daar onder verstaan moet worden, wordt onderzocht in het zogenaamde grondslagenonderzoek.
Het begrip wetenschappelijke methode suggereert dat er één werkwijze is, maar binnen de wetenschap zijn er talloze werkwijzen. In grote lijnen worden hierbij onderscheiden:
1. bijdragen aan wetenschappelijke theorie-ontwikkeling;
2. het koppelen van theorie en empirisch onderzoek volgens de empirische cyclus;
3. het op gestructureerde werkwijze opzetten en uitvoeren van empirisch onderzoek;
4. het gebruik van specifieke vakwetenschappelijke methoden;
5. het toepassen van de inzichten, soms in de vorm van toegepast onderzoek

De wetenschappelijke werkwijze is vaak een wisselwerking tussen empirie en theorievorming, waarbij aan de hand van nieuwe waarnemingen een bepaalde theorie steeds verder wordt verfijnd. Dit proces kan zich over decennia uitstrekken. 
Fundamenteel onderzoek is een tak binnen de verschillende wetenschappen (bijvoorbeeld wiskundige en theoretische natuurkunde) die kennis om de kennis zoekt. Toegepaste techniek en onderzoek kunnen uit deze theoretische kennis, vaak pas na vele jaren, iets praktisch toepasbaars ontwikkelen.
Wetenschappelijk onderzoek wordt wel geacht volgens een formeel proces te verlopen zoals de empirische cyclus, maar zoals Thomas Kuhn betoogde, is dit niet historisch adequaat. Individuele wetenschappers hebben dan ook verschillende werkwijzen: sommigen vertrouwen op inspiratie, intuïtie en inzicht, anderen zijn zeer systematisch in hun onderzoek. Bij het doen van wetenschappelijk onderzoek wordt vaak, zeker aanvankelijk, opportunistisch gewerkt door van alles te proberen of het werkt, waarna toetsing aan strenge criteria later volgt.  In de publicatie van de resultaten moet de gevolgde werkwijze altijd rationeel verantwoord worden. De gevolgde wetenschappelijke werkwijze wordt mede bepaald door de mores binnen het betreffende wetenschappelijk vakgebied, door de (politieke) context, en door (economische) druk op de wetenschapper.

### Formele wetenschappen
In de formele wetenschap (de logica en de wiskunde) wordt gebruikgemaakt van deductieve of axiomatische methoden om de eigenschappen van formele abstracte systemen te beschrijven. Bij deductie wordt een gevolgtrekking gemaakt vanuit het algemene naar het bijzondere - vanuit de major-premisse wordt met een minor-premisse de conclusie afgeleid of gededuceerd.

### Empirische wetenschappen
Bij de empirische wetenschappen natuurkunde, scheikunde en biologie wordt vooral gebruikgemaakt van inductieve methoden, waarbij van het bijzondere naar het algemene (generalisatie) wordt gegaan volgens de empirische methode. Het bijzondere bestaat uit een voorafgaand geformuleerde hypothese (veronderstelling), waarnemingen (bijvoorbeeld metingen), voorspellingen en experimenten. Uiteindelijk wordt geprobeerd tot een nieuwe, zo omvattend mogelijke hypothetische (voorlopige) verklaringstheorie (het algemene) te komen die zoveel mogelijk nieuwe waarnemingen zo juist mogelijk voorspelt. Als dat het geval is en als reeds bestaande, geaccepteerde wetenschappelijke wetten de nieuwe theorie niet tegenspreken, volgt de confirmatie: de nieuwe theorie wordt geaccepteerd als wetenschappelijk. Als de nieuwe theorie niet aan bovengenoemde eisen voldoet volgt falsificatie (weerlegging) van de nieuwe theorie.
In plaats van alleen deductie of alleen inductie worden deze vaak gecombineerd, zoals in de empirische cyclus. Ook statistische waarheid wordt hier gebruikt.

### Sociale wetenschappen
In de sociale wetenschappen wordt vaak gesteld dat de onderzoeker deel uitmaakt van de onderzochte werkelijkheid. Bij sociaal-wetenschappelijk onderzoek worden deductie als inductie naast elkaar gebruikt, mede afhankelijk van de school en het soort onderzoek. Bij het interpreteren van de achterliggende oorzaken van sociaal gedrag ligt subjectiviteit op de loer. Het positivisme zoekt voor de sociale wetenschappen dan ook aansluiting bij de methoden van de empirische wetenschappen. 
Max Weber stelt, met het oog op sociaal-wetenschappelijke betrouwbaarheid, dat zowel causale als zinadequaatheid noodzakelijk zijn voor goed sociologisch onderzoek. Een door de onderzoeker gemaakt verband is causaal adequaat als er een statistische waarschijnlijkheid is tussen oorzaak en gevolg, ofwel een causaal verband. 
Hier worden onder meer de hypothetico-deductieve methode, de empirische cyclus en de multimethode gebruikt.

## Demarcatiecriterium

### Verificatie
Lang is gesteld dat de wetenschappelijke methode pseudowetenschap kan onderscheiden van wetenschap. Voor de logisch-empiristen gold aanvankelijk het verificatiebeginsel als demarcatiecriterium. Volgens dit beginsel is het zinvol zegbare beperkt tot dat wat empirisch te verifiëren is. Een theorie die niet tot de onmiddellijke zintuiglijke indrukken kan worden herleid, is derhalve zinloos. Hier tegenover staat falsificatie.

### Confirmatie
Al snel bleek echter dat dit criterium te streng was. Het aantal individuele gevallen waar een theorie een uitspraak over kan doen, is in principe oneindig. Daarmee is het onmogelijk om een theorie volledig te verifiëren. Dit criterium werd daarom opgegeven ten gunste van het zwakkere criterium van confirmatie. Daarmee was volgens Rudolf Carnap geen sprake meer van een deductieve of logisch dwingende relatie, maar van een inductieve relatie.

### Corroboratie
Volgens Karl Popper is het verificatiecriterium echter niet in staat om universele natuurwetten te onderscheiden van metafysische uitspraken. David Hume had het inductieprobleem, of zoals Popper het noemde Humes probleem, al onderkend en duidelijk gemaakt dat waarnemingen niet kunnen leiden tot logisch te rechtvaardigen, universele uitspraken. Om vervolgens Kants probleem op te lossen - hoe onderscheid te maken tussen wetenschappelijk en niet-wetenschappelijke kennis - stelde Popper het falsificatiecriterium voor. Een theorie is dan wetenschappelijk als deze falsifieerbaar is, oftewel als het in beginsel mogelijk is een experiment uit te voeren, waarvoor geldt dat voorafgaand aan het uitvoeren van het experiment exact aan te geven valt, bij welke uitkomst de geldigheid van de theorie verworpen moet worden. Daarmee worden de wetenschappen volgens Popper gekenmerkt door de deductieve methode van falsificatie. Indien de cruciale test succesvol verloopt, dan is er volgens Popper geen sprake van verificatie of bevestiging, aangezien het niet uitgesloten kan worden dat er in de toekomst een test wordt uitgevoerd die de theorie weerlegt. Er is wel sprake van corroboratie, de theorie wordt versterkt.

### Incommensurabiliteit
Thomas Kuhn stelde echter dat de cruciale test niet mogelijk was en dat paradigma's pas verworpen worden als er andere beschikbaar zijn. Ook in tijden van paradigmaverschuivingen zijn cruciale testen niet mogelijk, omdat elk paradigma een eigen conceptueel kader heeft, waarin de test een verschillende waarde heeft, wat Kuhn incommensurabiliteit noemde. Een gemeenschappelijke neutrale taal van waaruit objectieve feiten de doorslag moet geven, is uitgesloten door de Duhem-Quinestelling die stelt dat het niet mogelijk is om een afzonderlijke hypothese te testen, omdat het niet duidelijk is welk deel van de hypothese precies op de proef wordt gesteld.
Dat er geen logische dwingende redenen zijn om te kiezen, betekent volgens Kuhn niet dat er geen goede redenen kunnen zijn om een theorie te verkiezen. Het betekent ook niet dat er geen objectieve werkelijkheid bestaat, maar slechts dat deze vanwege de Duhem-Quinestelling nooit volledig correct beschreven kan worden.